# Kameralamt Pfullingen
Das Kameralamt Pfullingen war eine Einrichtung des Königreichs Württemberg in Pfullingen, die im Amtsbezirk Besitz und Einkommen des Staates verwaltete. Es bestand von 1806 bis 1844. Das Kameralamt wurde im Rahmen der Neuordnung der Staatsfinanzverwaltung im Königreich Württemberg geschaffen. Im Jahr 1844 wurde das Kameralamt Pfullingen nach Reutlingen verlegt. Das Kameralamt Reutlingen bestand bis 1922.

## Geschichte
Gemäß Verordnung vom 6. Juni 1819 hat das Kameralamt Pfullingen vom Kameralamt Münsingen übernommen: Erpfingen, Mariaberg, Bronnen, Hausen an der Lauchert, Mägerkingen, Undingen und Willmandingen. Ferner die Gefälle in den Orten Jungingen und Stetten unter Holstein im Fürstentum Hohenzollern-Hechingen sowie Melchingen, Steinhilben, Trochtelfingen, Feldhausen, Gammertingen, Harthausen, Hettingen und Kettenacker im Fürstentum Hohenzollern-Sigmaringen.
Durch Verfügung vom 25. Mai 1839 wurde infolge der Auflösung des Kameralamts Lustnau der Ort Pliezhausen dem Kameralamt Pfullingen zugeteilt und die Geldverrechnung des Forstreviers Gönningen (Forstamt Urach) dem Kameralamt Pfullingen übertragen.
Laut Verordnung vom 6. März 1843 hat das Kameralamt Pfullingen an das Kameralamt Tübingen die Gemeinde Pliezhausen und an das Kameralamt Urach die Orte Mittelstadt, Reicheneck und Sondelfingen abgetreten.